# Sidney Sheldon
Sidney Sheldon (n. 11 februarie 1917, Chicago, Illinois, SUA – d. 30 ianuarie 2007, Rancho Mirage⁠(d), California, SUA) a fost un scriitor și scenarist american.

## Romane
- The Naked Face (1970)
- The Other Side of Midnight (1973)
- A Stranger in the Mirror (1976)
- Bloodline (1977)
- Rage of Angels (1980)
- Master of the Game (1982)
- If Tomorrow Comes (1985)
- Windmills of the Gods (1987)
- The Sands of Time (1988)
- Memories of Midnight (1990)
- The Doomsday Conspiracy (1991)
- The Stars Shine Down (1992)
- Nothing Lasts Forever (1994)
- Morning, Noon and Night (1995)
- The Best Laid Plans (1997)
- Tell Me Your Dreams (1998)
- The Sky Is Falling (2001)
- Are You Afraid of the Dark? (2004)

## Filme cinematografice
- The Bachelor and the Bobby-Soxer
- Three Guys Named Mike
- Annie Get Your Gun
- Dream Wife
- You're Never Too Young
- Anything Goes
- Billy Rose's Jumbo
- Bloodline

## Televiziune
- I Dream of Jeannie
- If Tomorrow Comes
- The Patty Duke Show
- Hart to Hart